# Organist

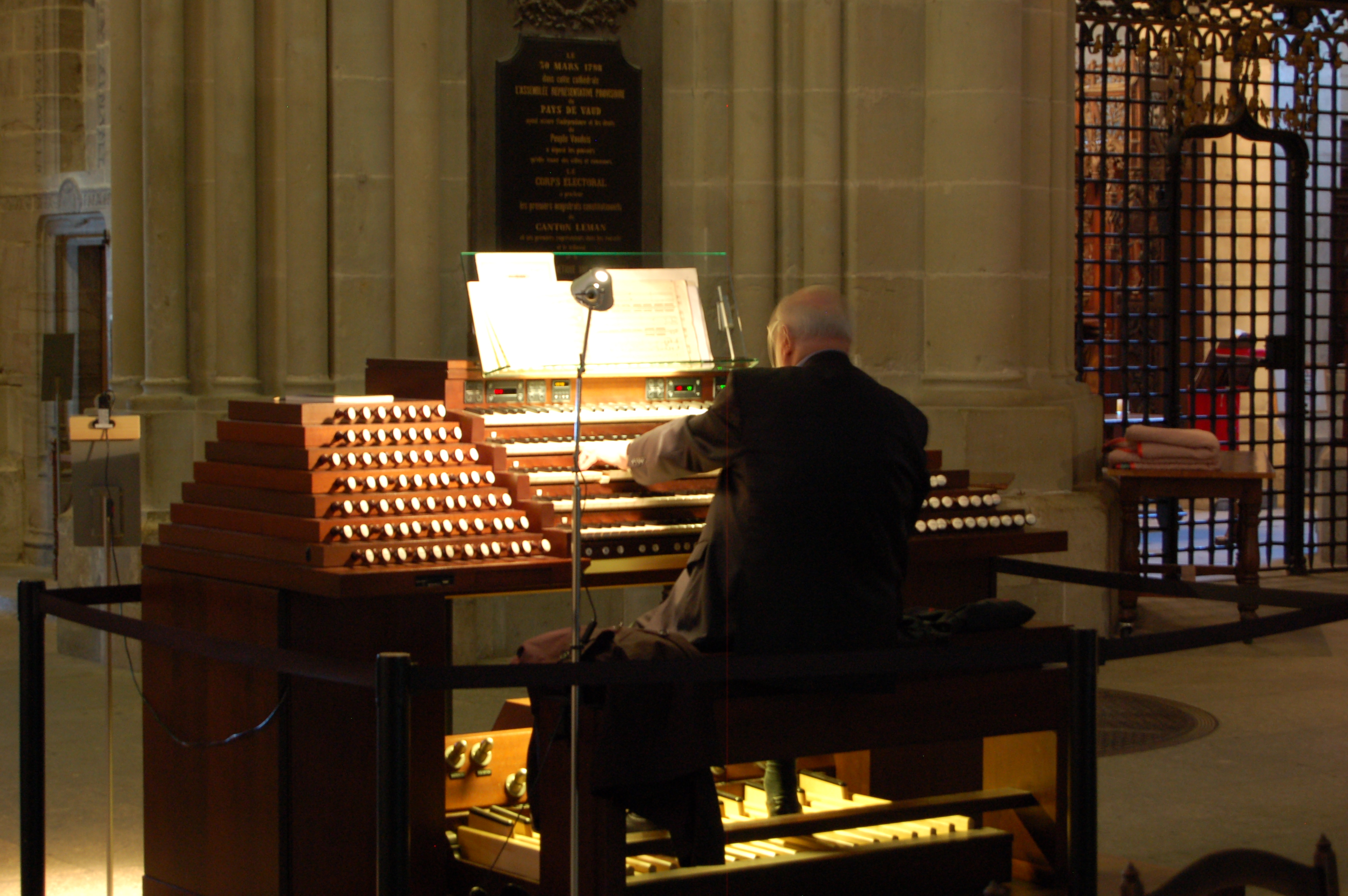
Organist

En organist är en person som spelar orgel. Ordet används i synnerhet om den som spelar piporgel i en kristen kyrkobyggnad, men används ibland även för person som trakterar tramporgel, hammondorgel eller dylikt; orgelspelare är en alternativ benämning i sådana sammanhang.

## Ecklesiastiska organister i Sverige
I Sverige är organist också benämningen på en av tre kyrkomusikerbefattningar inom Svenska kyrkan som inbegriper bland annat orgel- och pianospel samt körledning och får innehas av personer med Svenska kyrkans kyrkomusikerexamen, nivå B och har en konstnärlig kandidatexamen i kyrkomusik från musikhögskola.
Försteorganist är benämningen på den kyrkomusikerbefattning inom Svenska kyrkan som är en nivå över organist och får innehas av en person med Svenska kyrkans kyrkomusikerexamen, nivå A, där masterexamen i kyrkomusik ingår. I varje domkyrkoförsamling ska det finnas en försteorganist, som benämns domkyrkoorganist. Om det i domkyrkoförsamlingen finns flera kyrkomusiker anställda kan de övriga vara betitlade biträdande domkyrkoorganist eller domkyrkokantor. 

### Utbildning
Organistutbildningen, eller rättare kyrkomusikerutbildningen, som ges vid fyra musikhögskolor (Stockholm, Göteborg, Malmö, Piteå) samt vid Ersta Sköndal Bräcke högskola är i fråga om instrumental bredd en av de bredaste musikutbildningarna i Sverige. Den ger kompetens i orgel, piano, sång och ledning av körer. Den musikaliska huvudinriktningen är klassisk tradition. Sedan 2007 är grundutbildningen treårig och leder till konstnärlig kandidatexamen. Tidigare var den fyraårig och ledde till organistexamen. Det fjärde studieåret för de studenter som påbörjat utbildningen 2007 och senare består av studier vid Svenska kyrkans utbildningsinstitut i Lund eller Uppsala samt praktik. Förändringen av utbildningen var en del av Bolognaprocessen.
Utbildningens kärna är följande ämnen:
- solistiskt orgelspel (repertoarspel)
- liturgiskt orgelspel (koralspel och dylikt, improvisation)
- solistiskt pianospel
- brukspiano (gehörsspel)
- solosång
- körledning
- satslära och gehörsträning (musikteori)
- orgelkännedom
- barnkörsmetodik
- pedagogik och metodik

### Fotnoter
1. ↑  ”organist”. Nationalencyklopedin. https://www.ne.se/uppslagsverk/encyklopedi/l%C3%A5ng/organist. Läst 12 december 2017.
2. ↑  ”Svenska kyrkans kyrkomusikerexamen”. www.svenskakyrkan.se. 19 april 2023. http://www.svenskakyrkan.se/utbildningsinstitutet/svenska-kyrkan-kyrkomusikerexamen. Läst 16 januari 2024.